# 毛簕竹
毛簕竹（学名：Bambusa dissimulator var. hispida）为禾本科簕竹属下的一个变种。

## 扩展阅读
- 維基物種上的相關：毛簕竹